# Тюркидагунчай
Тюркидагунчай (в низовьях — Мухун) — река в России, протекает в Агульском и Хивском районах Республики Дагестан. Длина реки составляет 25 км. Площадь водосборного бассейна — 83,3 км².
Река начинается на склонах хребта Джуфудаг, течёт в общем восточном направлении, затем поворачивает на юг и протекает мимо сёл Куштиль, Чувек и Хив. Устье реки находится в 22 км по левому берегу реки Чирагчай.

## Данные водного реестра
По данным государственного водного реестра России относится к Западно-Каспийскому бассейновому округу, водохозяйственный участок реки — Самур, речной подбассейн реки Мухун. Речной бассейн реки Самур.
Код объекта в государственном водном реестре — 07030000412109300002729.